# Arquidiocese de Winnipeg
A Arquidiocese de Winnipeg (Archidiœcesis Vinnipegensis) é uma circunscrição eclesiástica da Igreja Católica situada em Winnipeg, Canadá. Seu atual arcebispo é Murray Chatlain. Sua Sé é a Catedral de Santa Maria de Winnipeg.
Possui 88 paróquias servidas por 87 padres, contando com 592490 habitantes, com 27,6% da população jurisdicionada batizada.

## História
A arquidiocese foi ereta em 4 de dezembro de 1915 com a bula Inter præcipuas do Papa Bento XV, derivando seu território da arquidiocese de Saint-Boniface.

## Prelados
| #                   | Nome                           | Período    | Notas                                  |
| Arcebispos          | Arcebispos                     | Arcebispos | Arcebispos                             |
| ------------------- | ------------------------------ | ---------- | -------------------------------------- |
| 8º                  | Murray Chatlain                | 2024 -     |                                        |
| 7º                  | Richard Joseph Gagnon          | 2013-2024  | arcebispo emérito                      |
| 6º                  | James Weisgerber               | 2000–2013  |                                        |
| 5º                  | Leonard James Wall             | 1992–2000  |                                        |
| 4º                  | Adam Exner, O.M.I.             | 1982–1991  | Nomeado Arcebispo de Vancouver         |
| 3º                  | George Bernard Flahiff, C.S.B. | 1960–1982  |                                        |
| 2º                  | Philip Francis Pocock          | 1952–1961  | Nomeado Arcebispo-coadjutor de Toronto |
| 1º                  | Arthur Alfred Sinnott          | 1915–1952  |                                        |
| Arcebispo-coadjutor |                                |            |                                        |
|                     | Philip Francis Pocock          | 1951-1952  |                                        |
|                     | Gerald C. Murray, C.SS.R.      | 1944-1951  |                                        |